# Economic Calculation in the Socialist Commonwealth
Economic Calculation in the Socialist Commonwealth este un articol scris de economistul Ludwig von Mises. Acesta abordează problema calculului economic⁠(d) într-o economie planificată, iar criticismul său a declanșat o dezbatere despre calculul economic în socialism⁠(d).
Articolul a fost publicat pentru prima dată în 1920 în limba germană sub titlul Die Wirtschaftsrechnung im sozialistischen Gemeinwesen și are la bază o prelegere susținută de Mises în 1919. Aceasta din urmă critica fezabilitatea planificării economice susținute de economistul Otto Neurath⁠(d). Doi ani mai târziu, eseul a fost încorporat în cartea Socialismul: O analiză economică și sociologică⁠(d).

## Rezumat
Pentru Mises, calculul economic este posibil doar dacă există următoarele condiții:
- Proprietate privată[4][5][6]
- Schimb liber de bunuri și servicii[7][6]
- Un mijloc de schimb (i.e. bani)[8][6]

Totuși, calculul economic este posibil în lipsa condițiile de mai sus doar în cazul unei administrării unei gospodării⁠(d) (i.e. o singură persoană supervizează managementul economic, există uz limitat de capital, diviziunea muncii este rudimentară). O analiză cost-beneficiu⁠(d) este realizabilă la scară personală, decizia de a alege între o anumită cantitate de vin și o anumită cantitate de ulei nefiind dificilă. 
Cu toate acestea, deoarece utilitatea marginală nu este omogenă și universală, oamenii vor avea preferințe diferite. Un abstinent⁠(d)  poate prefera uleiul în locul vinului, în timp ce un alcoolic poate prefera vinul. Astfel, planificatorul⁠(d) va avea dificultăți în distribuirea resurselor din moment ce în lipsa unei piețe, prețurile nu pot fi stabilite, acestea reflectând cererea și oferta de bunuri, forță de muncă și resurse. Achiziționarea și vânzarea de bunuri de larg consum în cadrul unui stat socialist reprezintă un simplu transfer intern de bunuri și nu „obiectele de schimb”, fapt care distruge mecanismul prețurilor⁠(d).
Mises a considerat că putem realiza calculul economic doar cu ajutorul informațiilor furnizate de prețurile pieței. Metodele birocratice de alocare a resurselor, planificate la nivel central, sunt în mod inerent iraționale și nu alocă resursele în cel mai eficient mod. Economiile planificate pot totuși supraviețui dacă observă și copiază economiile capitaliste; dacă întreaga lume, nu doar țări izolate, ar fi fost socialiste, structura capitalului global s-ar fi prăbușit de mult, iar umanitatea ar fi fost catapultată în primitivism.

### Argumentul lui Mises
1. Socialism desființează proprietatea privată în rândul resurselor naturale și a bunurilor de capital.
2. Din moment ce statul socialist este singurul proprietar al factorilor materiali de producție, atunci nu mai avem economie de piață.
3. Dacă nu există economie de piață, atunci nu există prețuri.
4. Prin urmare, în socialism, statul nu poate calcula costurile de producție pentru bunurile pe care le produce.
5. Fără posibilitatea de a calcula profiturile și pierderile, planificatorii nu pot stabili cel mai avantajos mod de alocare a resurselor; prin urmare, economia socialistă este imposibilă.[6]